# كاريل ماير
كاريل ماير (بالهولندية: Karel Meijer)‏ هو لاعب كرة الماء هولندي، ولد في 26 يونيو 1884 في أمستردام في هولندا، وتوفي في 29 ديسمبر 1967.

## وصلات خارجية
- كاريل ماير على موقع أوليمبيديا (الإنجليزية)